# Alos-Sibas-Abense
Alos-Sibas-Abense é uma comuna francesa na região administrativa da Nova Aquitânia, no departamento dos Pirenéus Atlânticos. Estende-se por uma área de 5,83 km². Em 2010 a comuna tinha 326 habitantes (densidade: 55,9 hab./km²).